# Харпина
Харпина (грч. Άρπινα) је у грчкој митологији била нимфа. Верује се да је по њој град Харпина добио назив.

## Митологија
Била је Најада са извора или фонтана Пизе у Елиди. Као њеног оца Паусанија наводи Асопа, а као сина Еномаја, кога је имала са богом рата Арејем. Према неким изворима, није случајно што је њен љубавник био баш он, пошто је њено име изведено од речи harpê, што значи „мач српастог облика“. Такође, њен син је баш због тога описан као варварин, који је „украшавао“ палату главама просилаца своје кћерке. Неки аутори је поистовећују са плејадом Стеропом.

## Друга бића
Божански коњ који је вукао Еномајеве кочије се звао такође Харпина.